# Maximilianstraße (München)
Die Maximilianstraße ist eine der vier städtebaulich bedeutenden Prachtstraßen Münchens aus dem 19. Jahrhundert, neben der Brienner Straße, der Ludwigstraße und der Prinzregentenstraße.
Die Gestaltung des Straßenzuges ab 1852 ist das Werk des Architekten Georg Friedrich Christian Bürklein, der sich durch den Bau des Münchner Hauptbahnhofes einen Namen gemacht hatte. Die Straßenbauarbeiten wurden von dem Ingenieur Arnold von Zenetti geleitet, während Carl von Effner für die Bepflanzung verantwortlich zeigte.
Der sogenannte Maximilianstil, der Elemente verschiedener Stilepochen wie Neogotik und Neorenaissance vereint, stieß auf viel Kritik, macht die Maximilianstraße jedoch für München städtebaulich einzigartig. Seit den 1970er Jahren hat sich der Bereich zwischen Max-Joseph-Platz und Altstadtring den Ruf einer mondänen und exklusiven Einkaufsmeile erworben.

## Beschreibung

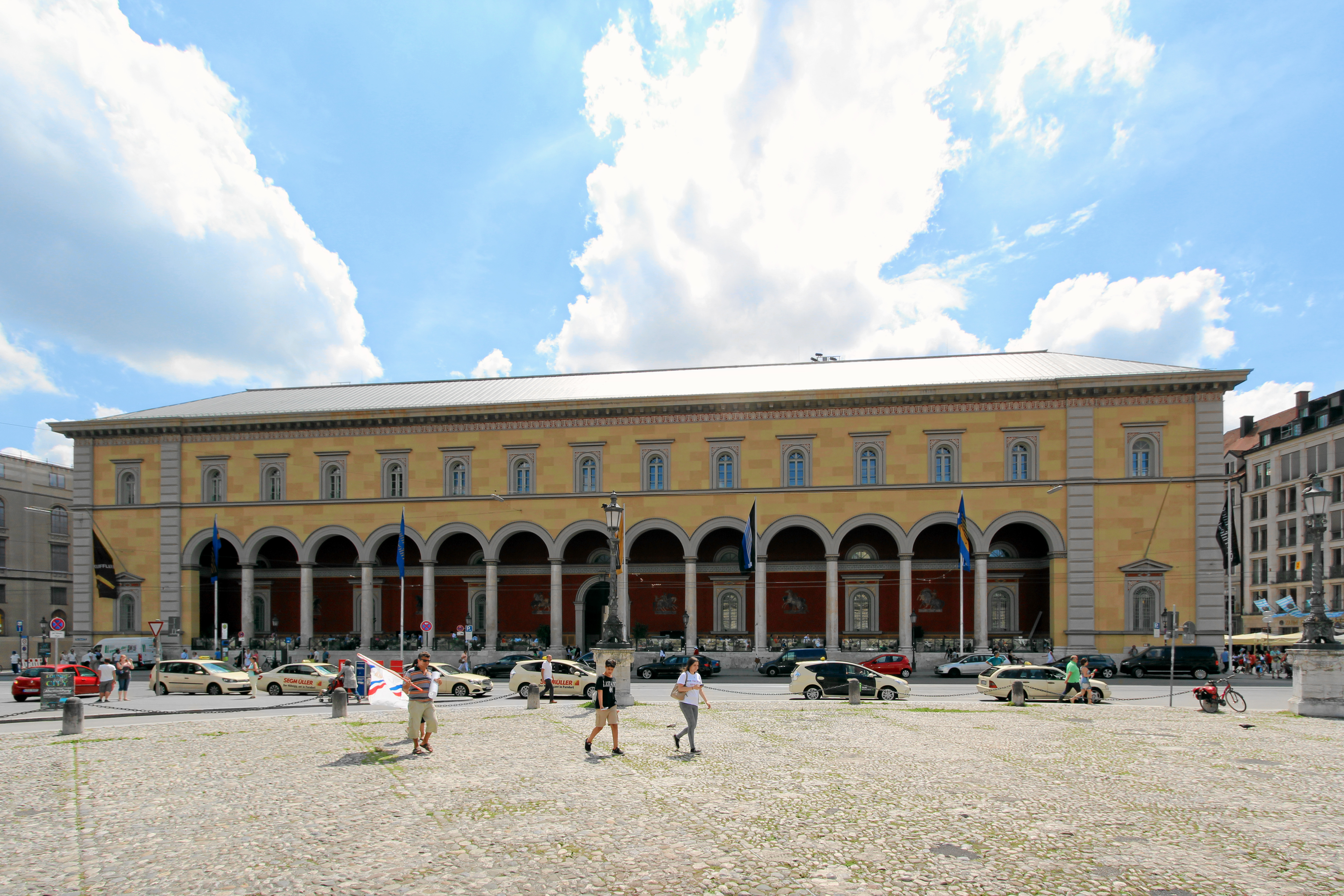
Palais Toerring-Jettenbach, ehemalige Hauptpost

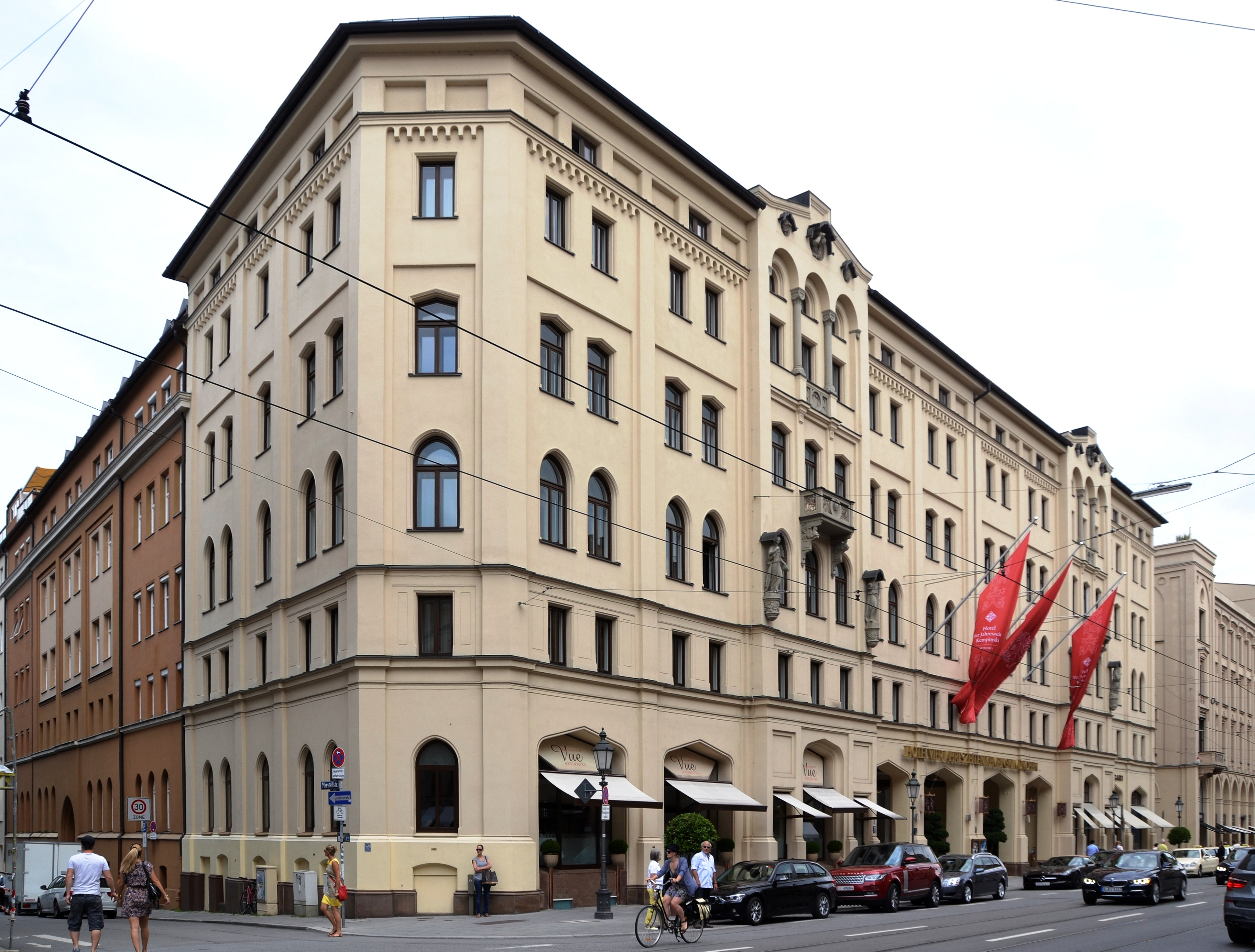
Hotel Vier Jahreszeiten

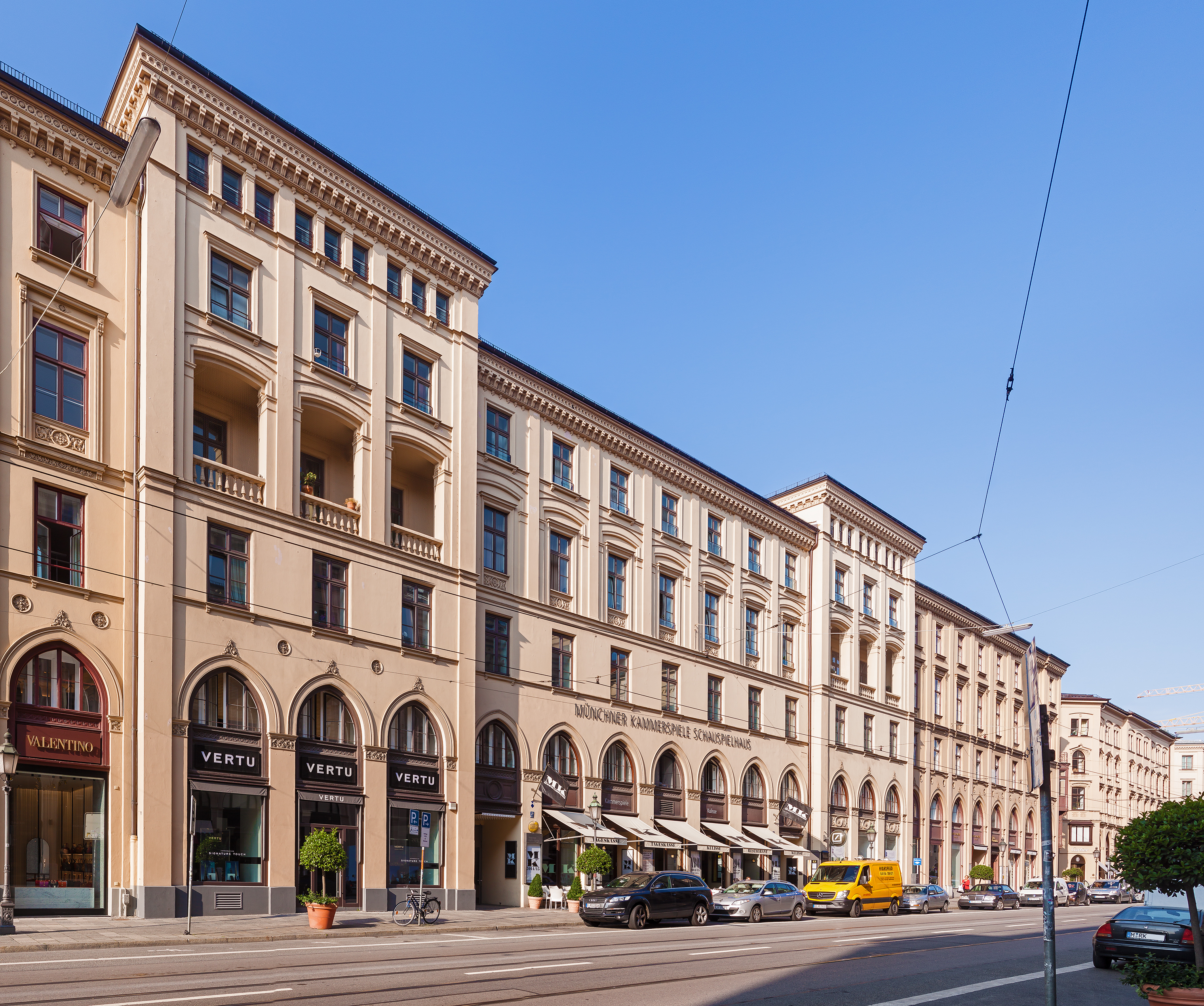
Münchner Kammerspiele

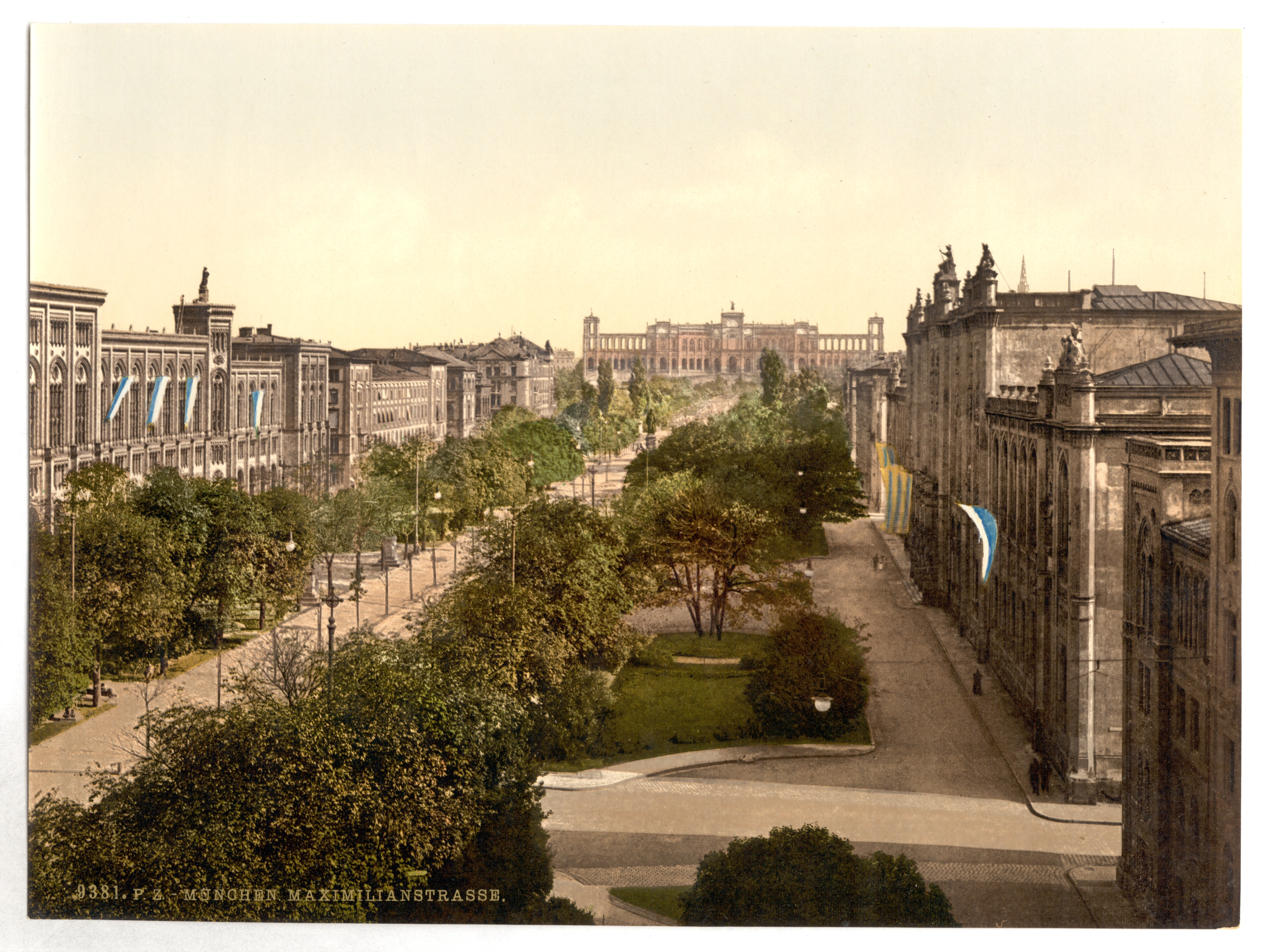
Blick zum Maximilianeum (ca. 1900)

### Verlauf
Die Maximilianstraße beginnt am Max-Joseph-Platz und verläuft absolut gerade in südöstlicher Richtung zur Isar. Kurz vor dem Altstadtring weitet sie sich zu einem Forum aus, überquert den Altstadtring (Thomas-Wimmer-Ring/Karl-Scharnagl-Ring) und führt in neuer Breite bis zur Isar, zu der sie zusammen mit ihren Grünanlagen mit parkähnlicher Bepflanzung einen fließenden Übergang bildet. Anschließend überquert die Maximilianstraße auf der Maximiliansbrücke die Isar samt Praterinsel und endet vor dem Maximilianeum, das auch ihr optischer Abschluss ist.
Die östliche Verlängerung der Maximilianstraße, mit Umrundung des Maximilianeums, heißt Max-Planck-Straße (früher: Äußere Maximilianstraße), die westliche Verlängerung, über den Max-Joseph-Platz hinweg, heißt Perusastraße.

### Geschichte
Bereits 1850 begann König Maximilian II. mit einem Architektenwettbewerb die Planungen für das letztlich aber nie realisierte Projekt eines Athenäums auf dem Gebiet des heutigen Max-Weber-Platzes. Dabei wollte der Sohn König Ludwigs I. nicht nur seine städtebauliche Erweiterungsvorstellungen, die zum Teil erheblich von den Vorstellungen seines Vaters abwichen, unterstreichen; Maximilian II.wollte damit seinen konsequenten Willen demonstrieren, einen neuen Architektur-Stil, eine Mischung verschiedener Stilepochen unter Dominanz der englischen Neugotik und der Skelettbau-Idee der Architektur des 19. Jahrhunderts, zu initiieren. In seiner Liste der Projekte, die nach seinem Regierungsantritt verwirklicht werden sollten, hatte Kronprinz Maximilian 1839 bereits auch eine „Verbindung der Stadt mit der Isar von der Neuen Residenz aus über das Lehel“ aufgeführt.
Bewusst wurde eine neue Entwicklungsachse Richtung Osten gewählt, die auf keine Vorgängerin aufbauen konnte und keine Rücksicht auf die gewachsenen Strukturen der Altstadt nahm. Im Zwickel zum damaligen Königlichen Münzamt, einem Bau aus dem 16. Jahrhundert, der sich noch vollständig am Verlauf der zweiten Münchner Stadtmauer orientiert, wird das Aufeinandertreffen der beiden städtebaulichen Strukturen besonders deutlich. Aufgrund der Enge des verbleibenden Raumes zwischen dem Münzamt und den in den Jahren 1857 bis 1863 errichteten Neubauten an der Maximilianstraße 6–8 wurde von Bürklein als Besonderheit zwischen zwei Ecktrakten ein vorgetäuschtes balkonartiges Gesims mit Blendfassade ausgeführt. Hinter dieser von Figuren bekrönten Arkadenfront verbarg sich ab 1859 der Münzgarten in dessen Mitte ein Brunnen stand. Seit dem 20. Jahrhundert wurde der ehemalige Gartenbereich als Parkplatz genutzt.
End- und Kulminationspunkt der Straße ist das Maximilianeum, eine volksnahe Stiftungsstätte, die „talentvollen bayerischen Jünglingen (jeden Standes)“ zum Studium verhelfen sollte. Es wurde passenderweise unweit der teilweise noch heute sichtbaren Herbergsbebauung der ehedem nicht zu München gehörigen alten Handwerkersiedlung Haidhausens (siehe Haidhausen, Geschichte) errichtet und beherbergt heute außerdem die bayerische Volksvertretung, den Landtag.
Eine Vollendung der Maximilianstraße auf der gesamten Länge erlebte Maximilian II. nicht mehr. Die beiden letzten Gebäudekomplexe kurz vor der Maximiliansbrücke wurden nach seinem Tod erbaut: Das Gebäude des Wilhelmsgymnasiums, ältestes Gymnasium der Stadt und damals Pagenerziehungsanstalt des Hauses Wittelsbach, wurde unter seinem Sohn König Ludwig II. im Neorenaissancestil (Carl Leimbach, 1875–1877) errichtet; das Nachbargrundstück zwischen Sternstraße und Widenmayerstraße und das südlich gegenüberliegende Grundstück wurden erst um 1890 unter Prinzregent Luitpold bebaut.

### Bauwerke
Während der Max-Joseph-Platz vor der Residenz noch ganz klassizistisch durch Ludwig I. geprägt ist, beginnen bereits nach dem Palais Toerring-Jettenbach (heute völlig entkernt, hauptsächlich nur die Front zum Max-Joseph-Platz ist erhalten, die Westfront wurde in die Modernisierung mit einbezogen, beherbergt es Luxusbüros und Luxus-Eigentumswohnungen, ehemals Postamt München 1, auch Hauptpost oder Residenzpost genannt) die Neubauten. Um die Straßenbreite bis zum Max-Joseph-Platz durchzuführen, wurden 1854 die Nebengebäude des Nationaltheaters abgerissen.
Der erste Bau, der vom Max-Joseph-Platz ausgehend im Maximilianstil erbaut wurde, ist an der Südseite der Straße Bürkleins Direktoralgebäude (Maximilianstraße 6–8) gegenüber dem Nationaltheater. Seine Arkaden wurden 1857–1863 dem Bau der Alten Münze vorgeblendet und waren ursprünglich offen. In diesem engeren westlichen Teil der Straße, in dem auch die vielen internationalen Einzelhandelsunternehmen ihre Läden haben, liegen an der Nordseite das Hotel Vier Jahreszeiten (Maximilianstraße 17, von Rudolf Gottgetreu, 1856–1858) und gegenüber das Schauspielhaus (Maximilianstraße 26–28, von Heilmann & Littmann, 1900/01).
Östlich des Altstadtrings, wo sich die Straße forumsartig erweitert, befindet sich an der Nordseite das Gebäude der Regierung von Oberbayern (Maximilianstraße 39, von Friedrich Bürklein, 1856–1864) und gegenüber der Bau für das Museum Fünf Kontinente (Maximilianstraße 42, von Eduard Riedel, 1858–1865). Vormals beherbergte dieses Gebäude das Bayerische Nationalmuseum, das später in die Prinzregentenstraße umzog.
Vor dem Regierungsgebäude befinden sich Standbilder für den General Bernhard Erasmus von Deroy (Entwurf: Johann Halbig, 1856) und den Erfinder Benjamin Thompson (Entwurf: Caspar von Zumbusch, 1866). Vor dem Museumsgebäude befinden sich Standbilder für den Optiker Joseph von Fraunhofer (Entwurf: Johann Halbig, 1868) und den Philosophen Friedrich Wilhelm Joseph Schelling (Entwurf: Friedrich Brugger, 1861).
Weiter östlich am sogenannten Maxmonument (Entwurf: Caspar von Zumbusch, 1875), das König Maximilian II. Joseph von Bayern zu Ehren errichtet wurde, besteht in der Straßenmitte eine Sichtachse zur Kuppel der nahe südlich gelegenen Lukaskirche. In diesem Abschnitt steht auch das Wilhelmsgymnasium in der Thierschstraße 46/Ecke Maximilianstraße (Carl von Leimbach, 1875–1877).
Jenseits der Isar und der Maximiliansbrücke dominiert die Fassade des Maximilianeums das Erscheinungsbild (heute neben Stiftung Maximilianeum auch Sitz des Bayerischen Landtages; Max-Planck-Str.1, von Friedrich Bürklein, 1857–1874). Die Maximiliansbrücke selbst schmücken eine Kolossalfigur der Pallas Athene (Entwurf: Franz Drexler, 1906) und ein Nischenbrunnen für Bürgermeister Alois von Erhardt (Entwurf: Carl Hocheder, 1893).
Im Zweiten Weltkrieg wurden die Gebäude der Straße schwer beschädigt, beim Wiederaufbau wurden zunächst in erster Linie die Fassaden rekonstruiert. Das Grundstück Maximilianstraße/Ecke Marstallplatz war noch bis 2002 Halbruine. Ende der 1960er Jahre wurde der Altstadtring durchgebrochen, der den Charakter des Forums zerstörte. Dieser Durchbruch war im Gegensatz zu anderen Maßnahmen des Projektes „Stadtumbau“ umstritten: Eine Unterfahrung der Maximilianstraße in einem Tunnel hatte etwa genauso viele Befürworter wie Gegner. Ende der 1980er Jahre wurde mit den Eckgebäuden an Thomas-Wimmer- und Karl-Scharnagl-Ring der Altstadtring-Durchbruch gemildert. 2003 wurde im Zuge der Neugestaltung des Marstallplatzes die Halbruine Maximilianstraße/Ecke Marstallplatz entkernt und die Fassade rekonstruiert.

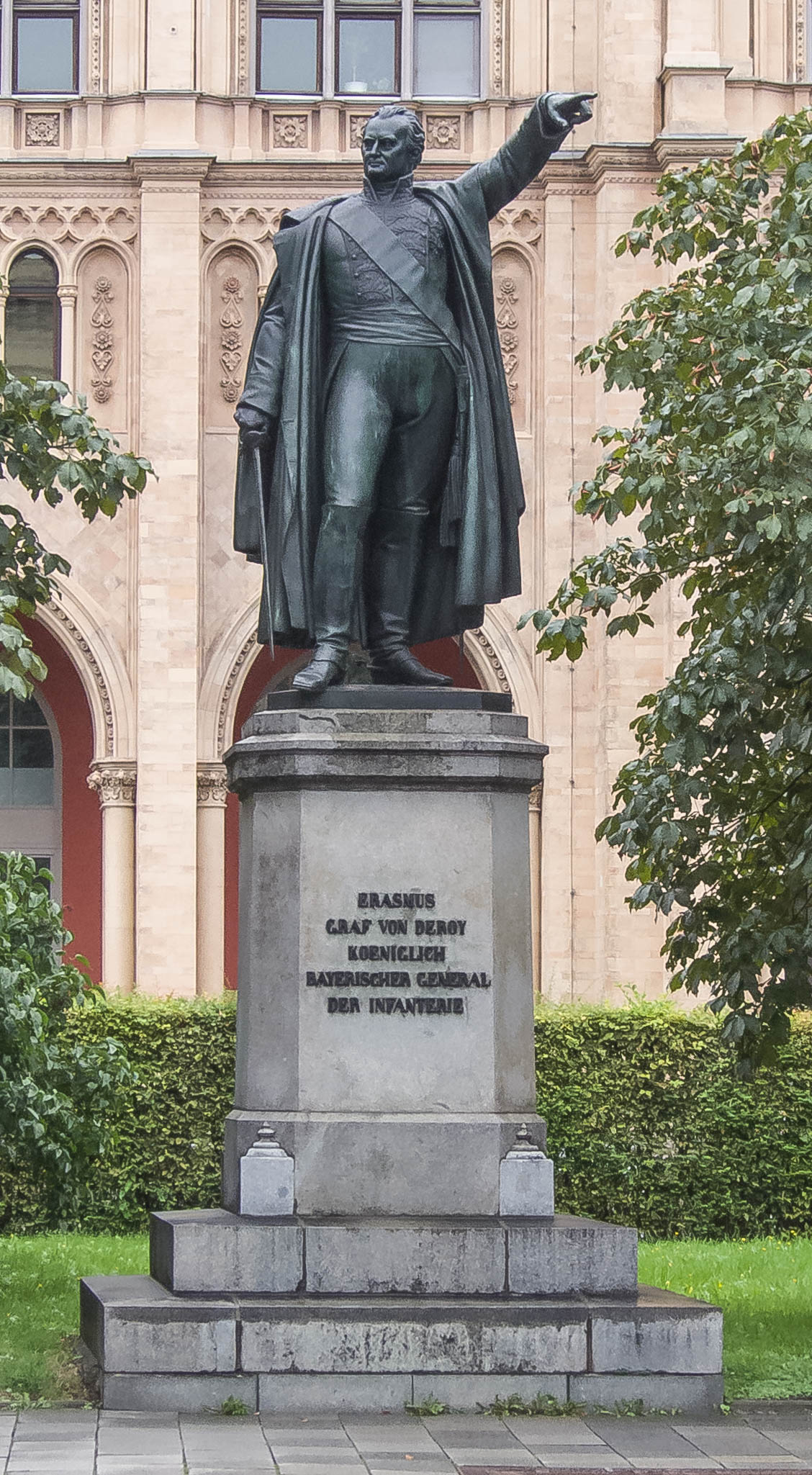
Standbild für Bernhard Erasmus von Deroy
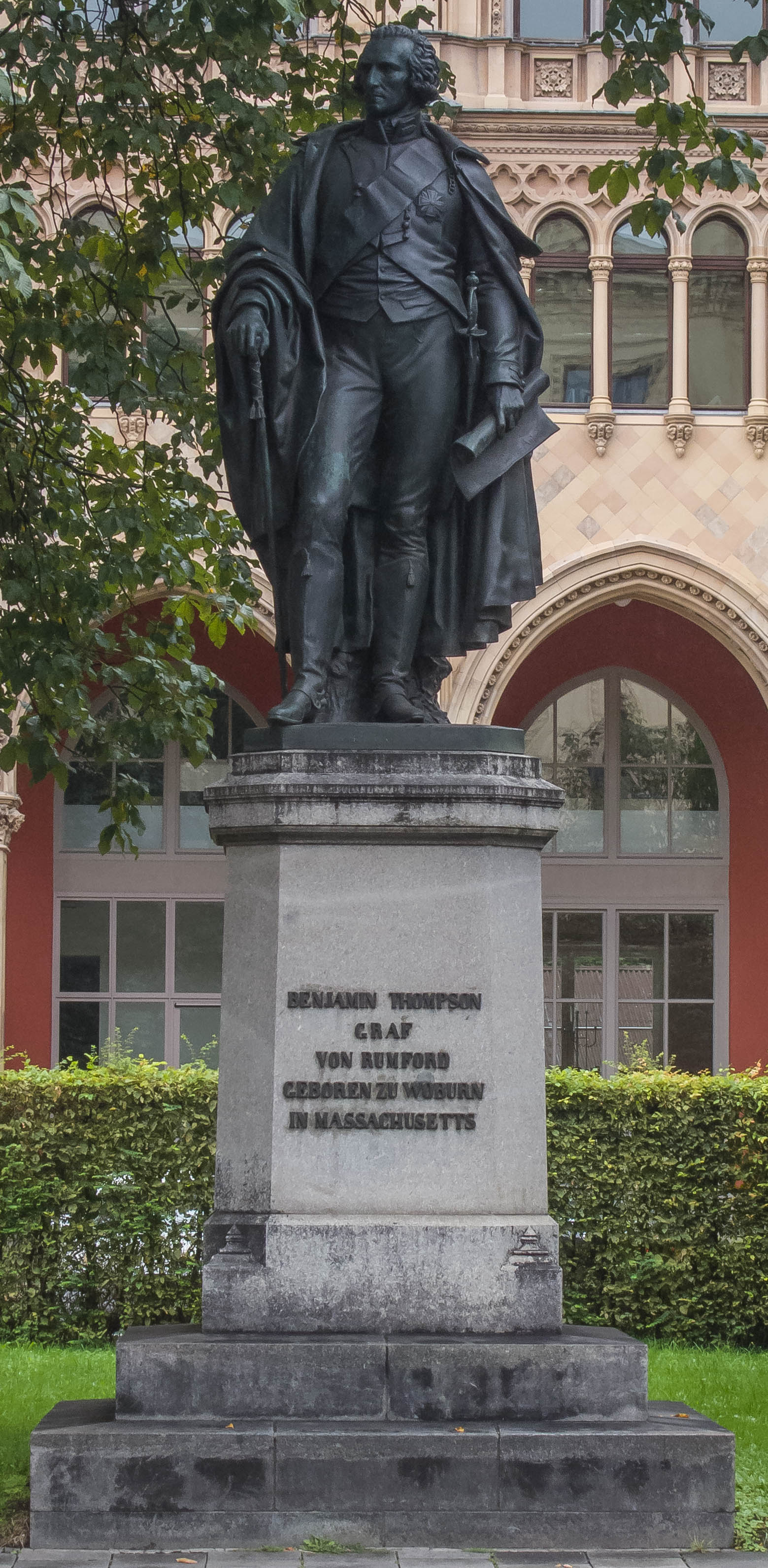
Standbild für Benjamin Thompson
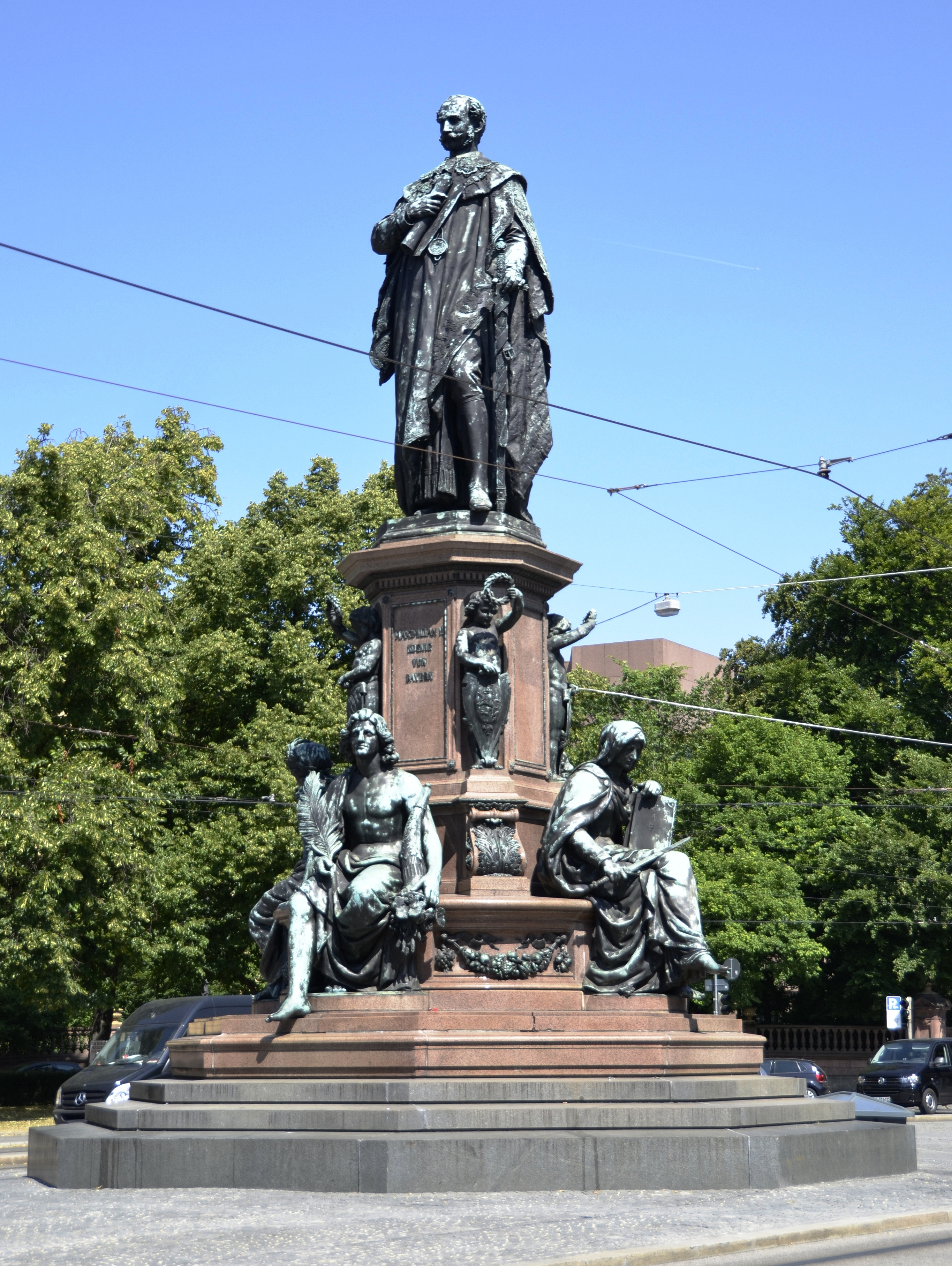
Maxmonument, Standbild für Maximilian II. Joseph
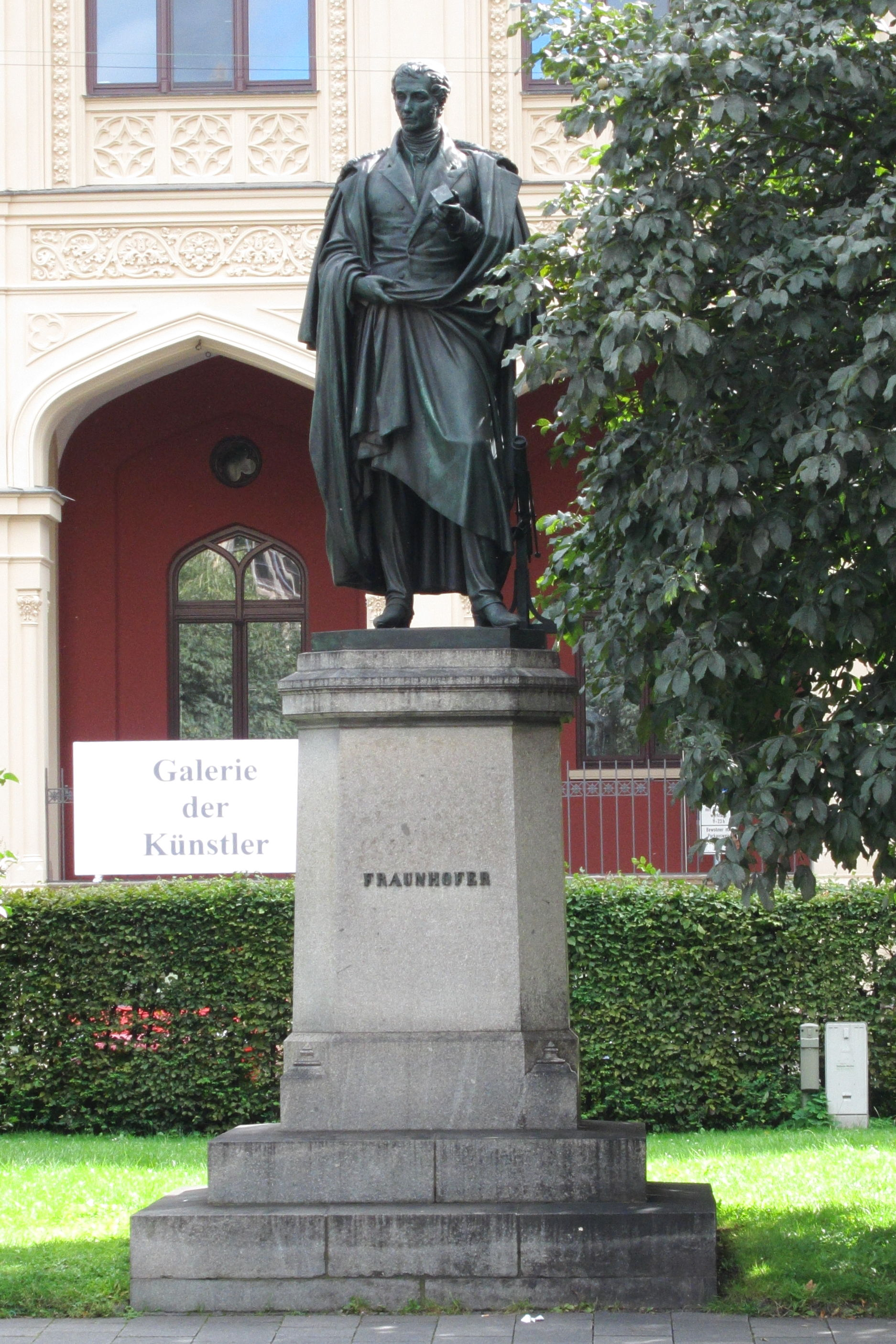
Standbild für Joseph von Fraunhofer
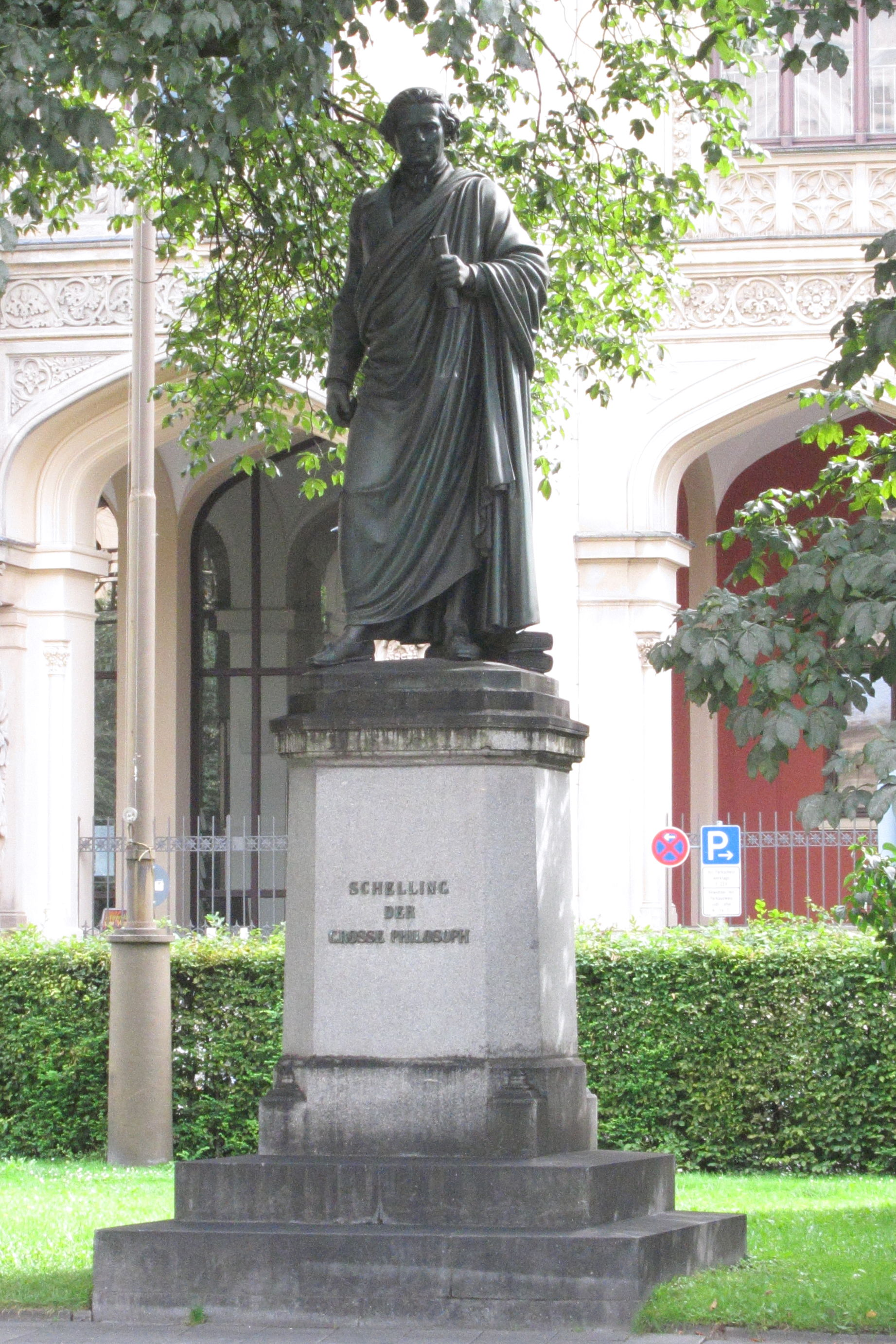
Standbild für Friedrich Wilhelm Joseph Schelling

## Nutzung

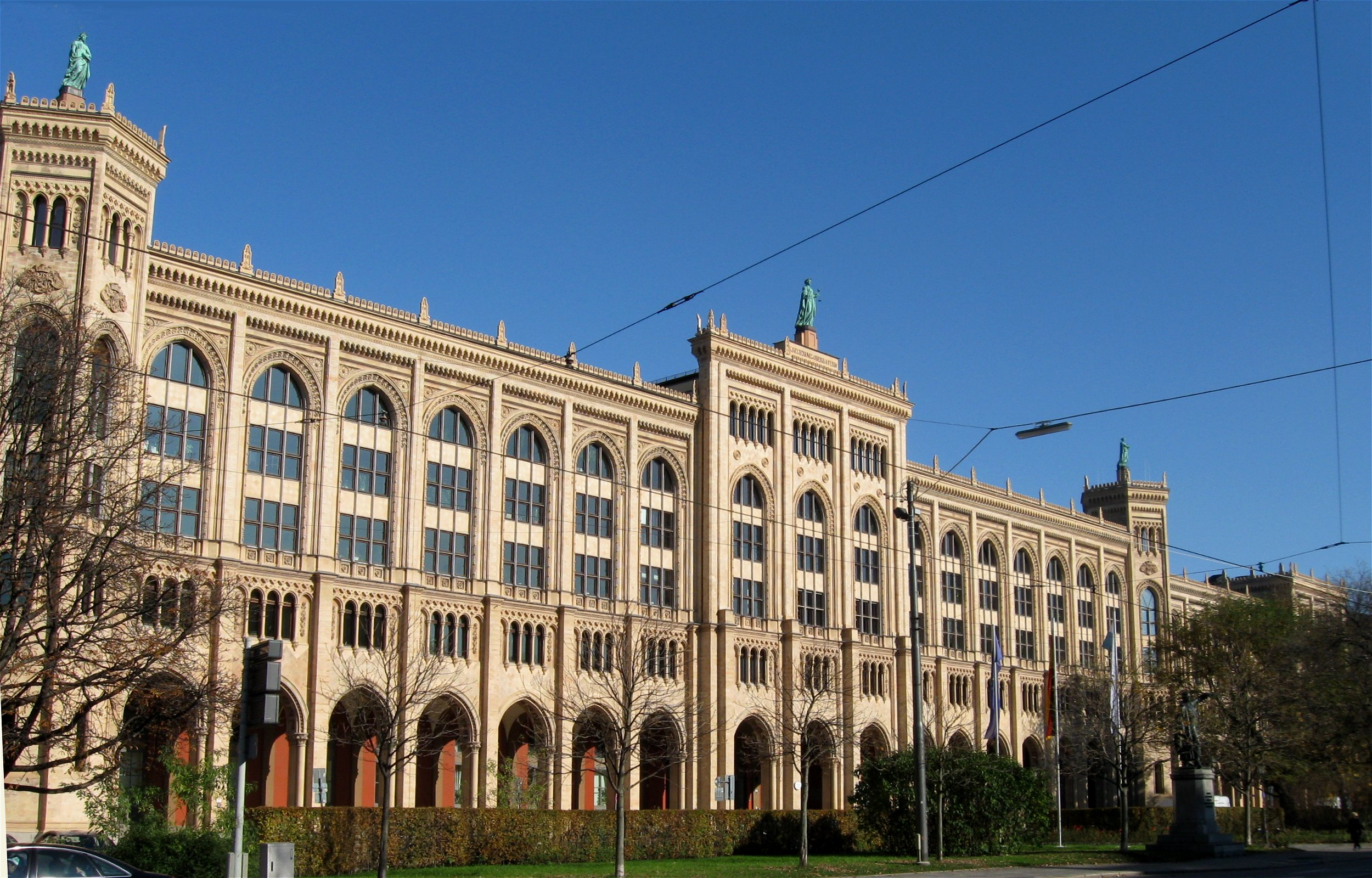
Regierung von Oberbayern

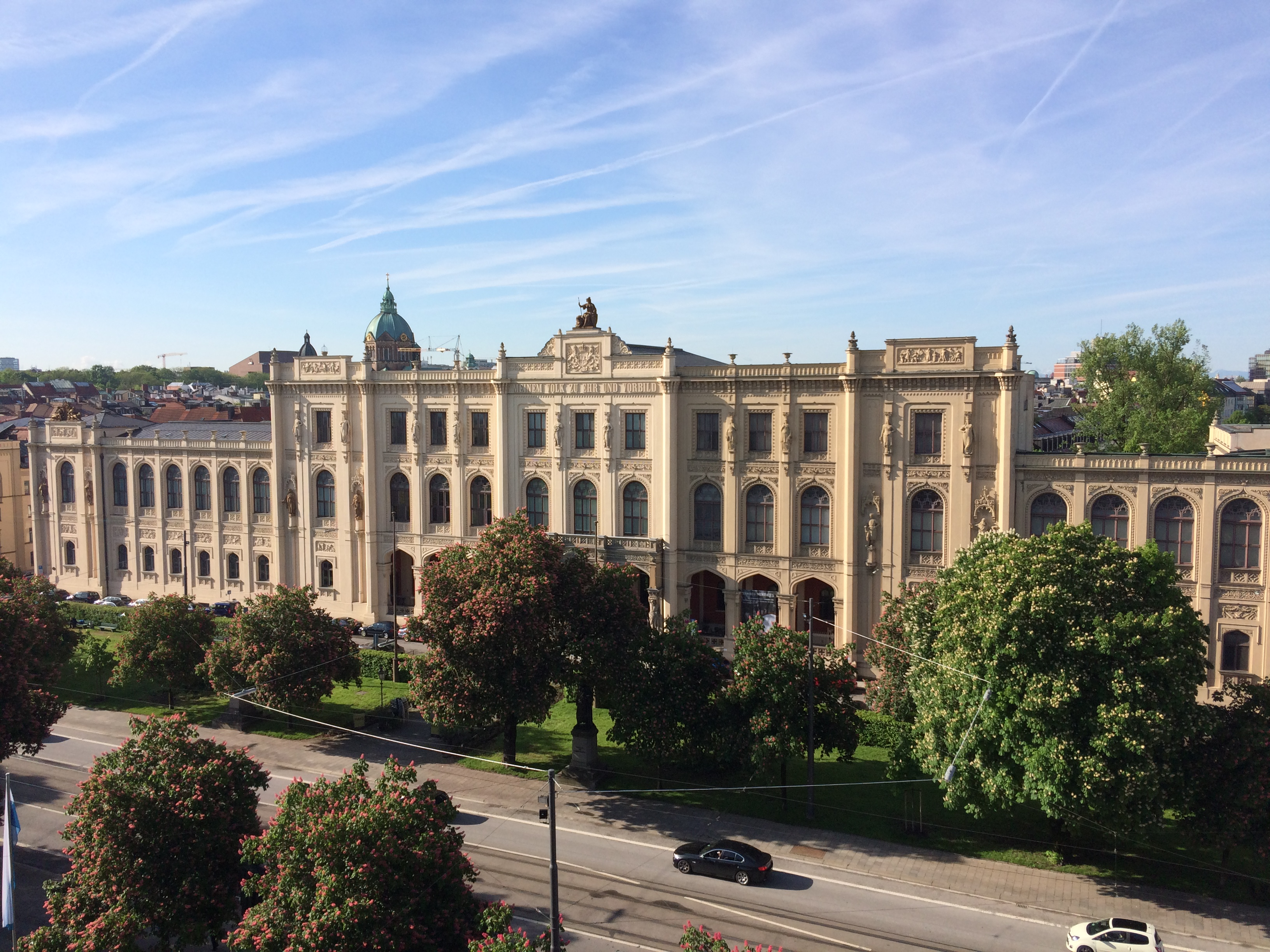
Museum Fünf Kontinente, ehemaliges Museum für Völkerkunde

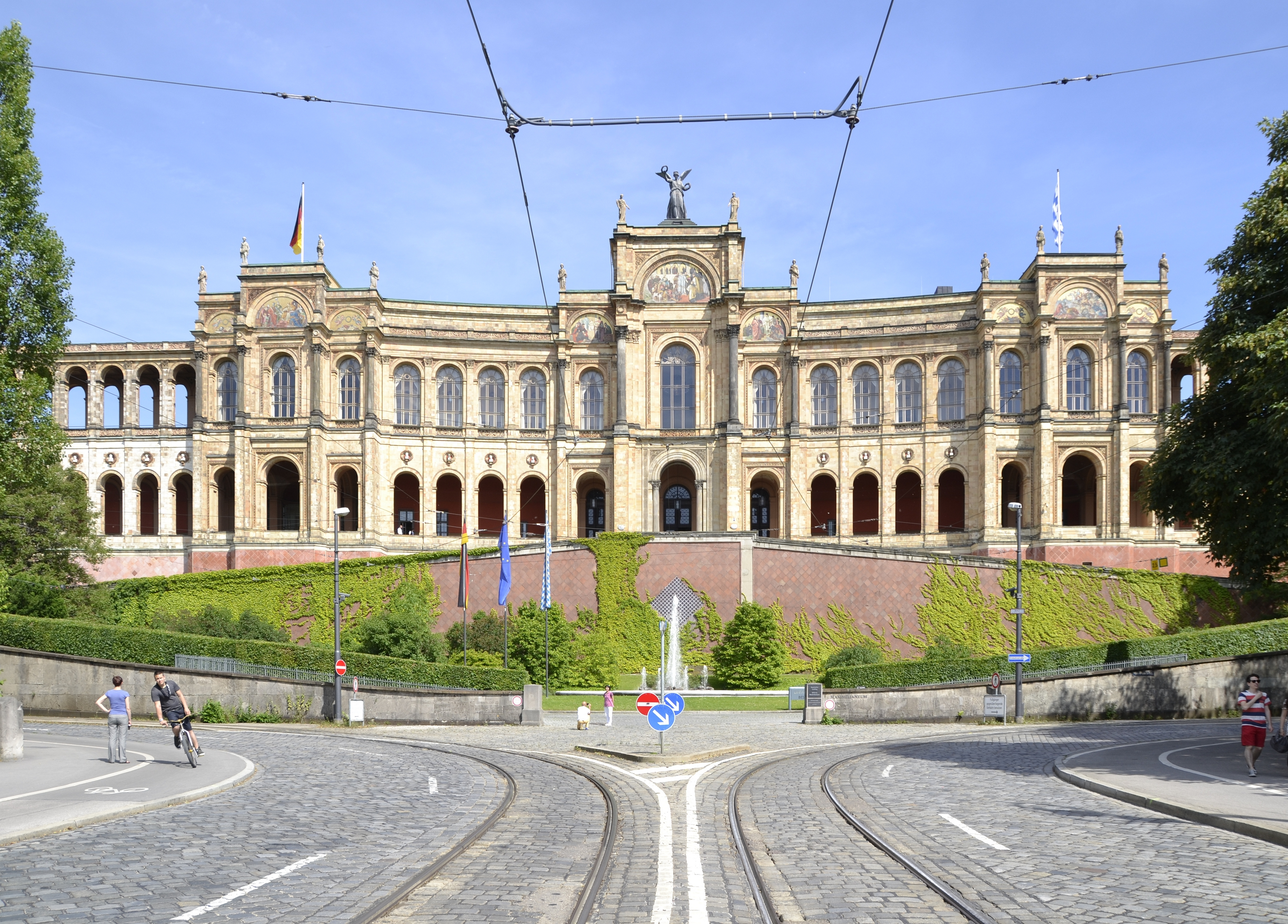
Maximilianeum, Sitz der Stiftung Maximilianeum und des Bayerischen Landtags

### Verkehr
Im östlichen Teil zwischen Max-Joseph-Platz und Altstadtring übernimmt die Maximilianstraße die Funktion einer Sammelstraße für die umliegenden Bereiche und als Zubringer zur Tiefgarage des Nationaltheaters. Verkehrsberuhigte Zonen und Einbahnstraßen verhindern den Durchgangsverkehr in andere Teile der Innenstadt. Die östliche Hälfte der Maximilianstraße ist eine stark beanspruchte Verbindung zwischen Altstadtring, Lehel, Haidhausen und den Hauptstraßen entlang der Isar.
Der öffentliche Verkehr ist vor allem durch die Trambahn-Linien 19, und 21 geprägt, die als die wichtigsten West-Ost-Linien Münchens die Maximilianstraße auf der gesamten Länge durchfahren. Am Maxmonument und der gleichnamigen Haltestelle kreuzt sie die Linie 16. Die U-Bahn mit den Linien 4 und 5 verkehrt etwa parallel zur Maximilianstraße; nächstgelegene U-Bahnhöfe sind Odeonsplatz (auch U3 und U6) und Lehel.

### Luxusgeschäfte
Nach dem Zweiten Weltkrieg entwickelte sich der Westteil der Straße zum mondänen Boulevard, einer der teuersten Adressen Deutschlands. Viele internationale Einzelhandelsunternehmen, insbesondere aus der Mode- und Schmuckbranche haben in der Maximilianstraße eine Filiale, wie Chopard, Cartier, Céline, Tom Ford, Giorgio Armani, Dolce & Gabbana, Etro, Blancpain, Fendi, Versace, Loro Piana, Salvatore Ferragamo, Ermenegildo Zegna, Dior, Kiton, Valentino, Hublot, Bottega Veneta, Hermès, Officine Panerai, Chanel, Saint Laurent, Stone Island, Richard Mille, Ralph Lauren, Escada, Bally, Omega, Brunello Cucinelli, Hugo Boss, Marni, Gucci, Montblanc, Jimmy Choo, Christian Louboutin, Brioni, Moncler und Bulgari. Traditionelle Läden, Restaurants und Galerien wurden dabei zunehmend verdrängt.
Die Maximilianstraße hat im Schnitt 2660 Passanten pro Stunde.

### Einrichtungen
- Münchner Kammerspiele
- Hotel Vier Jahreszeiten, traditionsreiches Luxushotel
- Café Roma, bekannt aus der Fernsehserie Kir Royal
- Maximiliansforum, unterirdische Kunsthalle der Landeshauptstadt München
- Regierung von Oberbayern
- Museum Fünf Kontinente (ehemaliges Museum für Völkerkunde)
- GOP Varieté-Theater (ehemalige Kleine Komödie am Max II)
- Staatliches Wilhelmsgymnasium
- Kunstfoyer der Versicherungskammer Bayern
- Stiftung Maximilianeum
- Bayerischer Landtag

## Trivia
Der norwegische Schriftsteller Henrik Ibsen (1828–1906) lebte in der Maximilianstraße 32 von 1885 bis 1891; eine Gedenktafel am Haus erinnert daran. Seine Frau, Suzannah Daae Ibsen (1836–1914) lebte in der Wohnung bis 1895.